# HD 169981
HD 169981，又名BD+29 3259，SAO 86043、HR 6917，是一颗恒星，视星等为5.83，位于銀經57.76，銀緯18.2，其B1900.0坐标为赤經18h 22m 7.3s，赤緯+29° 18.2′ 16″。